# HK Krementchouk
Le HK Krementchouk (en ukrainien : ХК Кременчуг) est un club de hockey sur glace de Krementchouk en Ukraine. Il évolue dans l'UHL, le championnat ukrainien.

## Historique
Le club est créé en 2010.

## Palmarès
- Néant.